# Becky Sauerbrunn
Rebecca Elizabeth Sauerbrunn (født 6. juni 1985) er en amerikansk fodboldspiller, olympisk guldmedaljevinder og guldmedaljevinder ved VM i fodbold for kvinder. Hun spiller for Portland Thorns i National Women's Soccer League, der er den bedste række i kvindernes fodbold i USA. Hun spillede for første gang med landsholdet ved Four Nations Tournament 2008 i en kamp mod Canada den 16. januar. Hun har siden spillet over 170 landskampe for USA og er en af anførerne.